# بالور چار
بالور چار (به لاتین: Balur Char) یک منطقهٔ مسکونی در بنگلادش است که در ناحیه بهولا واقع شده‌است.